# 王枫 (1910年)
王枫（1910年—1996年），女，江苏无锡人，中国社会活动家，曾任中国国民党革命委员会中央委员会常务委员，第五、六、七、八届全国政协委员。